# André Danjon

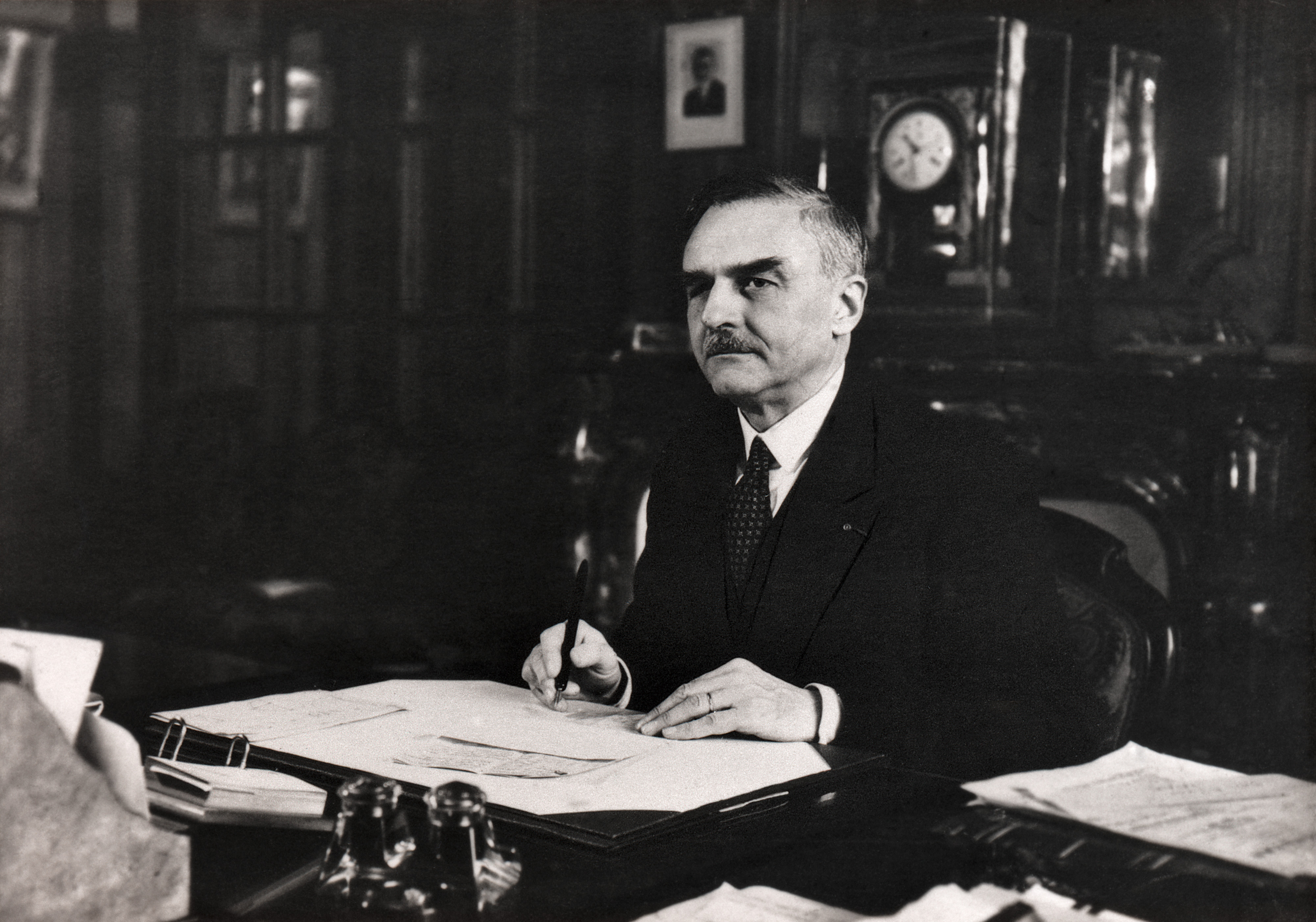
André-Louis Danjon

André-Louis Danjon (* 6. April 1890 in Caen, Frankreich; † 21. April 1967 in Suresnes, Hauts-de-Seine) war ein französischer Astronom.
Danjon entwickelte eine Methode zur Messung des Erdscheins, des Widerscheins der Erde auf dem Mond. Er verwendete ein Teleskop mit einem Prisma, welches das Licht des Mondes in zwei identische Lichtbündel aufteilte, so dass zwei identische Bilder des Mondes nebeneinander erzeugt wurden. Mit einer Blende wurde eines der Bilder so weit abgedunkelt, dass dessen sonnenbeschienene Mondseite die gleiche Helligkeit hatte wie die nur vom Erdenschein beleuchtete Mondseite im nicht abgeblendeten Bild.
Mit der hierfür erforderlichen Abblendung erhielt Danjon einen quantitativen Messwert für die Helligkeit der Erde vom Mond aus gesehen. Danjon untersuchte zudem die (abhängig von atmosphärischen Verunreinigungen veränderliche) Helligkeit des von der Erdatmosphäre in den Kernschatten der Erde abgelenkten Lichtes bei totalen Mondfinsternissen. Diese fasste er in der nach ihm benannten Danjon-Skala zusammen, die von 0 (sehr dunkel) bis 4 (sehr hell) reicht.
Die Astrogeodäsie verdankt ihm das Danjon-Astrolab („L'Astrolabe Impersonnel de L'Observatoire de Paris“, publiziert 1955), eine Weiterentwicklung des Prismenastrolabiums von Claude und Driencourt zur astronomischen Breiten- und Längenbestimmung nach der Methode gleicher Höhen. Wesentlich ist ein verbesserter Strahlengang und ein Registriermikrometer, mit dem die persönliche Gleichung (Zeitverzögerung) des Beobachters eliminiert wird.
Ferner postulierte Danjon aus eigenen Beobachtungen, den Beobachtungen anderer und mathematischen Überlegungen heraus, das sogenannte Danjon-Limit. Es besagt, dass die Mondsichel ab einem Abstand von kleiner als sieben Grad von der Sonne nicht mehr zu beobachten sei.
1930–1945 leitete Danjon die Sternwarte Straßburg, 1945–1963 das Observatoire de Paris.

## Auszeichnungen und Mitgliedschaften
- 1948 Mitglied der Académie des sciences
- 1950 Jules-Janssen-Preis
- 1958 Goldmedaille der Royal Astronomical Society

Ihm zu Ehren trägt der Asteroid (1594) Danjon seinen Namen, ebenso der Mondkrater Danjon.